# Tijs en de Ramadan (TV)
Tijs en de Ramadan és un programa televisiu de la televisió pública neerlandesa NPO que va ser emés durant l'estiu de 2017, en el qual el popular presentador Tijs van den Brinck mostrava la seva experiència convivint amb una família de musulmans neerlandesos durant els dies de la festivitat del Ramadà amb la voluntat de fer divulgació sobre la seva cultura i trencar estereotips o prejudicis. Un fet molt innovador del programa va ser la continuada utilització de la xarxa social Facebook, a través de la cual el presentador transmetia en directe parts de la gravació del programa i demanava opinió als d'espectadors, seleccionats prèviament, sobre qué voldrien que preguntés a la família.
Uns clips del programa es van emetre al CCCB l'1 de desembre de 2018, en el marc del festival de televisió MINIPUT. Concretament, van ser inclosos dins la selecció Output for Input, presentada pel directiu de la SRF Stefano Semeria.